# ديفيد بلونت
ديفيد بلونت (بالإنجليزية: David Blount)‏ هو سياسي أمريكي، ولد في 19 يوليو 1967 في جاكسون في الولايات المتحدة. حزبياً، نشط في الحزب الديمقراطي. وقد انتخب عضو مجلس ولاية مسيسيبي.